# 577
Năm 577 là một năm trong lịch Julius.